# Fărcaș
Fărcaş é uma comuna romena localizada no distrito de Dolj, na região de Oltênia. A comuna possui uma área de 47.05 km² e sua população era de 1991 habitantes segundo o censo de 2007.